# Bupleurum clarkeanum
Bupleurum clarkeanum är en flockblommig växtart som först beskrevs av H.Wolff, och fick sitt nu gällande namn av Nasir. Bupleurum clarkeanum ingår i släktet harörter, och familjen flockblommiga växter. Inga underarter finns listade i Catalogue of Life.